# Филадельфия Иглз
«Филаде́льфия Иглз» (англ. Philadelphia Eagles) — профессиональный футбольный клуб, базирующийся в Филадельфии, Пенсильвания. С момента своего основания в 1933 году команда выступает в Национальной футбольной лиге. С 1970 года клуб играет в Восточном дивизионе Национальной футбольной конференции. Домашние матчи «Иглз» проводят на стадионе Линкольн Файненшел Филд.
Команда четыре раза в своей истории становилась победителем лиги. Трижды «Иглз» выигрывали чемпионский титул до эпохи Супербоулов (в 1948, 1949 и 1960 годах). Двукратный победитель Супербоула: в сезоне 2017 года — Супербоул LII и в сезоне 2024 года — Супербоул LIX. Шесть раз клуб становился победителем конференции, шестнадцать раз одерживал победу в дивизионе (последний раз оба достижения в 2024 году).

## История
Команда была основана в 1933 году, когда группа инвесторов во главе с Бертом Беллом и Ладом Рэем за 2 500 долларов приобрела права на франшизу НФЛ, по которой до этого играли «Франкфорд Йеллоу Джэкетс». В 1941 году «Иглз» стали участниками уникальной сделки: Белл и владелец «Питтсбург Стилерз» Алексис Томпсон фактически обменялись своими командами. Сезон 1943 года, когда лига ощущала недостаток игроков из-за участия США во Второй мировой войне, «Филадельфия» и «Питтсбург» провели объединённой командой, выступавшей под названием «Стиглз».
Первый успешный период в истории клуба связан с именем главного тренера Гризи Нила, возглавлявшего «Иглз» в течение десяти сезонов. В 1947 году команда одержала победу в дивизионе, а затем два года подряд становилась чемпионом лиги. Главными звёздами «Филадельфии» тех лет были бегущий Стив ван Бюрен, энд Пит Пихос и игравший на позициях центра и лайнбекера Чак Беднарик. В середине 1950-х годов череда травм привела к ухудшению результатов, но в 1960 году «Филадельфия» снова выиграла чемпионат НФЛ. Весомый вклад в успех внёс квотербек Норм ван Броклин, пришедший из «Лос-Анджелес Рэмс».
В 1961 году «Иглз» уступили в финале конференции, а затем начался неудачный период, по ходу которого команда не могла выйти в плей-офф восемнадцать лет подряд. Ситуация изменилась с приходом на пост главного тренера Дика Вермила. В 1980 году «Филадельфия» одержала двенадцать побед, установив клубный рекорд, выиграла в финале Национальной футбольной конференции у «Далласа» 20:7 и впервые в своей истории вышла в Супербоул. Двадцать пятого января 1981 года «Иглз» проиграли «Окленду» со счётом 10:27.
Ещё одним успешным тренером команды стал Энди Рид. Он пришёл в «Иглз» в 1999 году и занимал этот пост в течение четырнадцати сезонов. За время его работы Филадельфия шесть раз становилась победителем дивизиона, девять раз выходила в плей-офф и сыграла в Супербоуле XXXIX, где уступила «Пэтриотс».
В сезоне 2017 года «Иглз» закончили регулярный чемпионат на 1 месте Национальной футбольной конференции с результом 13–3, включая серию из 9 побед подряд. Команда выиграла конференцию у «Миннесота Вайкингс» 38:7 и вышли в Супербоул LII, где обыграли «Пэтриотс» 41:31 и взяли свой первый Супербоул. Квотербек «Иглз» Ник Фолс был признан самым ценным игроком матча.
С 2021 года команду тренирует Ник Сирианни, сменивший на этом посту Дага Педерсона (2016-2020). В 2022 году был признан Лучшим тренером года НФЛ клуба «Максвелл».
Следующий выход в финал Супербоула случился в 2022 году. Команда снова заняла 1 место в Национальной футбольной конференции обновив результат регулярного чемпионата до 14–3. Команда выиграла конференцию в матче с «Сан-Франциско» со счётом 38:7 и вышли в Супербоул LVII, где упустили победу в концовки матча с «Канзас-Сити Чифс» со счётом 38:35.
В 2024 году «Иглз» заняли 2 место в регулярном чемпионате с разницей побед-поражений 14-3. В финале Национальной футбольной конференции встретились с «Вашингтон Коммандерс», сенсационно обыгравшие лидера конференции «Детройт Лайонс» в дивизионном раунде. Финал конференции закончился с рекордным победным счётом для данной стадии 55:23, в том числе «Иглз» занесли семь выносных тачдаунов, установив рекорд по их числу на любом этапе плей-офф.
9 февраля 2025 году состоялся Супербоул LIX, в котором спустя 2 года «Филадельфия Иглз» встретились с «Канзас-Сити Чифс». Несмотря на ожидаемою плотную борьбу, счёт 1 половины составил 24-0 в пользу «Иглз» (рекорд разницы в 25 очков не был победит). «Канзас-Сити» заработал первый тачдаун только в конце 3 четверти, сделав счёт 34-6. За 2:52 до конца матча на Ника Сирианни игроками «Иглз» был вылит геторейд. Итоговый счёт составил 40-22. В результате команда стала двукратным обладателем Супербоула. MVP матча был признан квотербек Джален Хёртс.

## Чемпионаты

### Чемпионаты НФЛ (эпоха до Супербола)
| Сезон | Соперник          | Счёт  | Регулярный чемпионат |
| ----- | ----------------- | ----- | -------------------- |
| 1948  | Чикаго Кардиналс  | 7:0   | 9-2-1                |
| 1949  | Лос-Анджелес Рэмс | 14:0  | 11-1                 |
| 1960  | Грин-Бей Пэкерс   | 17:13 | 10-2                 |

### Чемпионаты Супербоула
| Сезон | Супербол | Место проведения                | Соперник             | Счёт  | Регулярный чемпионат | MVP          |
| ----- | -------- | ------------------------------- | -------------------- | ----- | -------------------- | ------------ |
| 2017  | LII      | U.S. Bank Stadium (Миннеаполис) | Нью-Ингленд Пэтриотс | 41-33 | 13-3                 | Ник Фолс     |
| 2024  | LIX      | Цезарь Супердоум (Новый Орлеан) | Канзас-Сити Чифс     | 40-22 | 14-3                 | Джален Хёртс |

## Игроки

### Закрепленные номера
По состоянию на 2019 год в «Филадельфии» выведено из обращения девять игровых номеров.
| Закрепленные номера «Филадельфия Иглз» |         |                 |                |                  |
| №                                      | Позиция | Игрок           | Годы в команде | Дата вывода      |
| 5                                      | QB      | Донован Макнабб | 1999—2009      | 20 сентября 2013 |
| 15                                     | HB      | Стив ван Бюрен  | 1944—1951      | 1951             |
| 20                                     | S       | Брайан Доукинс  | 1996—2008      | 30 сентября 2012 |
| 40                                     | CB      | Том Брукшайр    | 1953—1961      | 1962             |
| 44                                     | FB, TE  | Пит Ретцлаф     | 1956—1966      | 1965             |
| 60                                     | C, LB   | Чак Беднарик    | 1949—1962      | 1987             |
| 70                                     | OT      | Эл Уистерт      | 1943—1951      | 1952             |
| 92                                     | DE      | Реджи Уайт      | 1985—1992      | 5 декабря 2005   |
| 99                                     | DT      | Джером Браун    | 1987—1991      | 6 сентября 1992  |